# Commequiers
Commequiers é uma comuna francesa na região administrativa da Pays de la Loire, no departamento de Vendéia. Estende-se por uma área de 40,26 km². Em 2010 a comuna tinha 3 610 habitantes (densidade: 89,7 hab./km²).